# Campakawarna (Sindangresmi)
Campakawarna is een bestuurslaag in het regentschap Pandeglang van de provincie Banten, Indonesië. Campakawarna telt 1568 inwoners (volkstelling 2010).